# Хајнкел He 8
Хајнкел He-8 је немачки хидроавион извиђач дугог домета пројектован и тестиран 1927. године. Пројектант је био инж. Ернст Хајнкел.

## Пројектовање и развој
Поучена позитивним искуством примене хидроавиона у шведској морнарици, Данска поморска команда је наручила пројект хидроавиона за даљинско извиђање од инж. Ернеста Хајнкела. На основу претходника Хајнкела He-5, Хајнкел је пројектовао једномоторни једнокрилни хидроавион нискокрилац дрвене конструкције, а с обзиром да је тада Немачкој било забрањено да производи авионске моторе веће снаге, авион је био опремљен британским мотором 1 x 330 kW 1ДД Армстронг Сиделеи Јагуар, наоружан са 2 синхронизована митраљеза 8  и осам касета бомби са 12x0,5 kg. Варијанта овог авиона са мотором Пакард од 588kW направљен почетком 30-их година добио је ознаку Хајнкел He-31.
Земунска фабрика авиона Змај је 1930. године купила лиценцу за производњу авиона Хајнкел He-8, и исте почела да прави један прототип који се доста разликовао од данског. Наиме, Змајеви инжењери су без асистенције власника лиценце, заменили дрвену конструкцију трупа авиона конструкцијом од заварених челичних цеви. Хидроавион је био опремљен мотором Гном Рон Јупитер 480KS са редуктором, са закапотираним блоком мотора, а уместо два члана посаде имао је три. Авион је завршен 1931. године и испоручен поморском ваздухопловству које је извршило интензивно експлоатационо испитивање истовремено са чехословачким Ш-328В. Пошто ни један од ова два авиона није испунио захтеве ПВ, Змај није ушао у серијску производњу тј. остао је само тај прототип, који је након испитивања ушао у коришћење за намене за које је и пројектован.

### Технички опис
Авион је једномоторни једнокрилац са заобљеним врховима крила. Труп му је металне конструкције обложен шпером а предњи део трупа на кога је причвршћен радијални ваздухом хлађени мотор је обложен лимом. Конструкција крила је комбинација метално дрвене конструкције пресвучена платном. Елиса која покреће авион је двокрака, направљена од дрвета фиксног корака. Труп авиона је правоугаоног попречног пресека. У трупу авиона има места за трочлану посаду. Стајни трап је фиксан са два пловка уместо точкова која му омогућавају слетање и полетање са водених површина.

## Оперативно коришћење
Данска морнарица је одмах 1928. године купила 6 примерка овог авиона, а 16 примерака је урађено по лиценци. Овај авион се производио до 1938. године, а употребљавао се знатно дуже. Хе-8 произведен у Змају је коришћен у Југословенској Краљевској Морнарици све до почетка 1941. године као обалски извиђач, а онда му је промењена намена у школски прелазни хидроавион. Дана 17. априла 1941. године је прелетео за Грчку а 20. априла је стигао на Крит. Пошто није имао услове за прелет у северну Африку спаљен је на Криту да не би пао непријатељу у руке.

## Особине авиона Хајнкел He-8

### Опште карактеристике
- Мотор - 1 x 353 kW Гном Рон Јупитер 480KS
- Елиса - двокрака,
- Размах крила - 16,77 ,
- Површина крила - 47,00 m²,
- Дужина авиона - 11,65 m,
- Висина авиона - 4,40 m,
- Маса празног авиона - 1.675 kg,
- Маса пуног авиона - 2.650 kg,
- Посада - 3 члана.
- Наоружање - 2 синхронизована митраљеза 8  и осам касета бомби са 12x0,5
- Стајни трап - Пар пловака

### Перформансе
- Максимална брзина - 210 km/h,
- Путна брзина - 170 km/h,
- Брзиона пењања - 168 m/min,
- Највећи долет - 1.290 km,
- Плафон лета - 5.600 m.

## Земље које су користиле овај авион
| - Данска - Шведска - Немачка - Југославија: |